# Bretteville-Saint-Laurent
Bretteville-Saint-Laurent é uma comuna francesa na região administrativa da Normandia, no departamento de Sena Marítimo. Estende-se por uma área de 3,96 km². Em 2010 a comuna tinha 159 habitantes (densidade: 40,2 hab./km²).